# Centrifugiranje
Centrifugiranje je ločevalna tehnika, ki ločuje delce s pomočjo centrifugalne sile. Pri centrifugiranju povečamo silo, pod vplivom katere se delci usedajo. Tako se gostejši, oborjeni delci usedejo na dno epruvete, preostalo raztopino pa imenujemo supernatant. Supernatant odstranimo s pipeto ali ga odlijemo.
Hitrost centrifugiranja je definirana z radialnim pospeškom, ki deluje na delec v centrifugalnem polju. Radialni pospešek po navadi navajamo kot število obratov na minuto ali kot mnogokratnik gravitacijskega pospeška (1000 × g).
Hitrost usedanja delcev je odvisna od velikosti, relativne molekulske mase in oblike delcev, hitrosti centrifugiranja in gostote in viskoznosti medija. Zelo pomembno je tudi razmerje med gostoto delcev, ki jih želimo ločiti in medija, saj se pri pregosti zmesi čas centrifugiranja zelo podaljša, oziroma se postopek celo zaustavi.
Za študij biokemičnih in fizioloških lastnosti organelov in biomolekul je pomembna ohranitev bioloških funkcij med separacijo celičnih komponent. Zato so danes centrifugalne tehnike nepogrešljivo orodje v moderni biokemiji in biomedicini.

## Centrifuga
Centrifuga je naprava, ki jo uporabljamo za centrifugiranje. Običajno jo poganja elektromotor. Elektromotor vrti rotor, ki je narejen iz aluminija ali titana in vsebuje vzorce, ki jih želimo ločiti.
Poznamo različne tipe centrifug, ki jih delimo v 4 skupine, glede na pospeške, ki jih lahko dosežejo in količino materiala, ki ga lahko centrifugiramo:
- majhne namizne centrifuge in mikrofuge: do 6.000 oziroma 14.000 vrtljajev/min, za manjše količine hitro sedimentirajočega materiala (eritrociti, kvasovke, ostanki tkiv),
- hlajene centrifuge z veliko kapaciteto: okoli 6.000 vrtljajev/min, do 6 litrov, za zbiranje hitro sedimentirajočega materiala (eritrociti, jedra, kvasovke, kloroplasti),
- hlajene centrifuge z veliki hitrostmi: okoli 25.000 vrtljajev/min, za zbiranje mikroorganizmov, ostankov celic, velikih organelov in proteinov, oborjenih z amonijevim sulfatom,
- ultracentrifuge (preparativne in analitske): do 80.000 vrtljajev/min; centrifugiranje poteka v vakuumu, s čimer preprečimo segrevanje rotorja zaradi trenja z zrakom.

## Načini centrifugiranja
V biokemičnih znanostih ločimo preparativno in analitsko centrifugiranje.
Preparativno centrifugiranje uporabljamo za ločitev, izolacijo in čiščenje večje količine materiala za nadaljnje raziskave (npr. celice, organele, membrane, polisome, ribosome, kromatin, nukleinske kisline, lipoproteine in viruse).

### Diferencialno preparativno centrifugiranje
Temelji na dejstvu, da se gostejši delci hitreje usedajo pri manjših pospeških, manjši delci pa pri večjih pospeških. Tako vzorec najprej centrifugiramo pri najmanjši hitrosti, največji delci se posedejo, ločimo supernatant od usedline in ga ponovno centrifugiramo pri večji hitrosti in postopek večkrat ponovimo pri vedno večjem pospešku. Za zagotavljanje čistosti vzorca usedlino spiramo in jo ponovno centrifugiramo pod enakimi pogoji. Pri tem vsakič nekaj materiala izgubimo in zato tega ne počnemo, ko imamo majhno količino začetnega materiala.

### Gradientno preparativno centrifugiranje
Poteka v mediju, v katerem se po plasteh spreminja gradient gostote. Pripravimo ga lahko s posebnim mešalcem, ki deluje po principu vezanih posod ali pa s pipeto vnesemo enake količine medija z različno gostoto. Delci sedimentirajo, dokler ne dosežejo plasti medija, ki ima enako gostoto kot delci. Tu se sedimentacija ustavi. Ta del se nato odstrani in se uporabi v nadaljnji analizi. Uporablja se predvsem pri ločevanju delcev, ki so približno enako veliki, a imajo različno gostoto.

### Izopiktično centrifugiranje
Temelji na razliki v gostotah. Gradient medija se ustvari sam na podlagi ravnotežne sedimentacije. Nato se delci ustavijo tam, kjer je gostota enaka gostoti medija. Primer je ločevanje DNK, pri kateri uporabimo raztopino cezijevega klorida. Cezijev klorid uporabimo, ker ima podobno gostoto kot DNK. Zmes damo v centrifugo za več ur, pri pospešku 10^5 × g. Čez nekaj časa se ustvari gradient cezijevega klorida zaradi dveh sil – difuzijske in centrifugalne. Molekule bodo sedimentirale stran od rotorja, najbolj koncentrirano na dnu epruvete zaradi gravitacijske sile. Difuzijska sila pa nasprotuje gravitacijski in kaže proti centru rotorja. Ravnotežje teh dveh sil ustvari stabilen gradient raztopine cezijevega klorida. DNK se bo ločila na podlagi relativnih razmerij baznih parov: adenin-timin (manjša molekulska masa) in gvanin-citozin (večja molekulska masa). Pri dveh molekulah DNK, ki sta enako dolgi, bo imela tista z več pari A-T manjšo gostoto. Ločile se bodo tudi druge nukleinske kisline, npr. RNK je gostejša kot dodatno zvita plazmidna DNK, ki je gostejša kot linearna kromosomska DNK. Tehnika je dolgotrajna in zahteva velike hitrosti.

### Consko centrifugiranje
To je tehnika, pri kateri majhen volumen vzorca nanesemo na vrh medija in opazujemo sedimentacijo makromolekul. Najprej moramo ustvariti medij, ki ima plasti različne gostote, primerna medija sta raztopina saharoze ali raztopina cezijevega klorida. Delci bodo sedimentirali v različnih conah, glede na gostoto in obliko delcev. Pri conskem centrifugiranju so potrebne manjše hitrosti, vendar je zelo pomemben čas – če centrifugiranje prehitro ustavimo, sedimentacija ni končana, če  centrifugiramo predolgo, se zgodi soobarjanje vseh analitov.

### Analitsko centrifugiranje
Uporabljamo ga za raziskovanje čistih ali skoraj čistih makromolekul in delcev. Na podlagi sedimentacijskih lastnosti lahko določimo nekatere fizikalne lastnosti (čistost, relativna molekulska masa, oblika molekul). Potrebni so veliki pospeški, ki jih dosežejo posebne analitske centrifuge – ultracentrifuge (po navadi okoli 250.000 × g).
Analitsko centrifugiranje se uporablja predvsem za:
- ugotavljanje čistosti molekul,
- ugotavljanje relativne molekulske mase,
- raziskovanje sprememb relativnih molekulskih mas supermolekularnih kompleksov,
- detekcijo konformacijskih sprememb,
- na področju raziskave vezave ligandov.

Molekulsko maso molekule izračunamo po Svedbergovi enačbi (Teodor Svedberg je izumitelj analitske ultracentrifuge leta 1923, ki je prejel Nobelovo nagrado za svoje raziskovalno delo na področju proteinov in koloidov z analitsko ultracentrifugo):
{\displaystyle M_{r}={\frac {RTs}{D(1-v\rho )}}}
R = plinska konstanta
T = temperatura
s = sedimentacijska konstanta
D = difuzijska konstanta
v = parcialni specifični volumen molekule
{\displaystyle \rho } = gostota medija

## Uporaba
Centrifugiranje uporabljamo v različne namene in v različnih sferah:
- v biokemičnih znanostih, kemiji in biologiji za separacijo in analizo,
- za separacijo izotopov pri izdelavi nuklearne energije in nuklearnega orožja,
- v aeronavtiki in astronavtiki se uporabljajo za test ter trening reakcije in vzdržljivosti pilotov in astronavtov ob doseganju pospeškov, ki jih dosegajo ob potovanju v vesolje,
- geotehnična centrifuga se uporablja za simulacijo fenomenov, kot so eksplozije in potresi.

### Komercialne aplikacije
- za odstranjevanje maščob iz mleka,
- za sušenje perila pri pranju,
- pri čiščenju odpadnih voda,
- v naftni industriji za ločevanje trdnih in tekočih delcev.